# エレーナ・ルイス
エレーナ・ルイス・バリル（Elena Ruiz Barril、2004年10月29日 - ）は、スペイン・カタルーニャ州バルセロナ県ルビー出身の女子水球選手。水球女子スペイン代表。

## 経歴
2004年にスペインのカタルーニャ州バルセロナ県ルビーに生まれた。姉のアリアドナ・ルイス（Ariadna Ruiz）も水球選手である。
2020–21シーズンのディビシオン・デ・オノール・フェメニーナ・デ・ウォーターポロ（国内リーグ）では15試合で54得点を挙げ、得点ランキング2位となった。
2021年に日本の東京都で開催された東京オリンピックでは銀メダルを獲得した。大会開幕時点でルイスは16歳9カ月であり、スペイン代表としては16歳3か月でリオデジャネイロオリンピックに出場したパウラ・レイトンに次ぐ年少出場者となった。
2023年に日本の福岡市で開催された世界選手権では銀メダルを獲得した。2024年にアラブ首長国連邦のドーハで開催された世界選手権では銅メダルを獲得した。2024年にフランスのパリで開催されたパリオリンピックでは金メダルを獲得した。